# Acquacotta

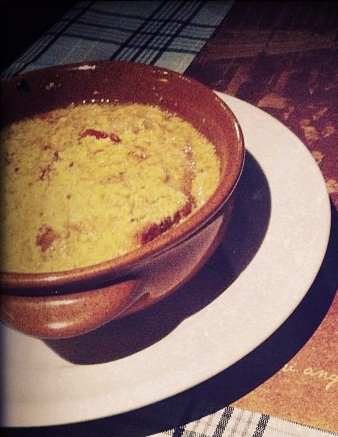
Acquacotta tại một nhà hàng ở Milan, Ý.

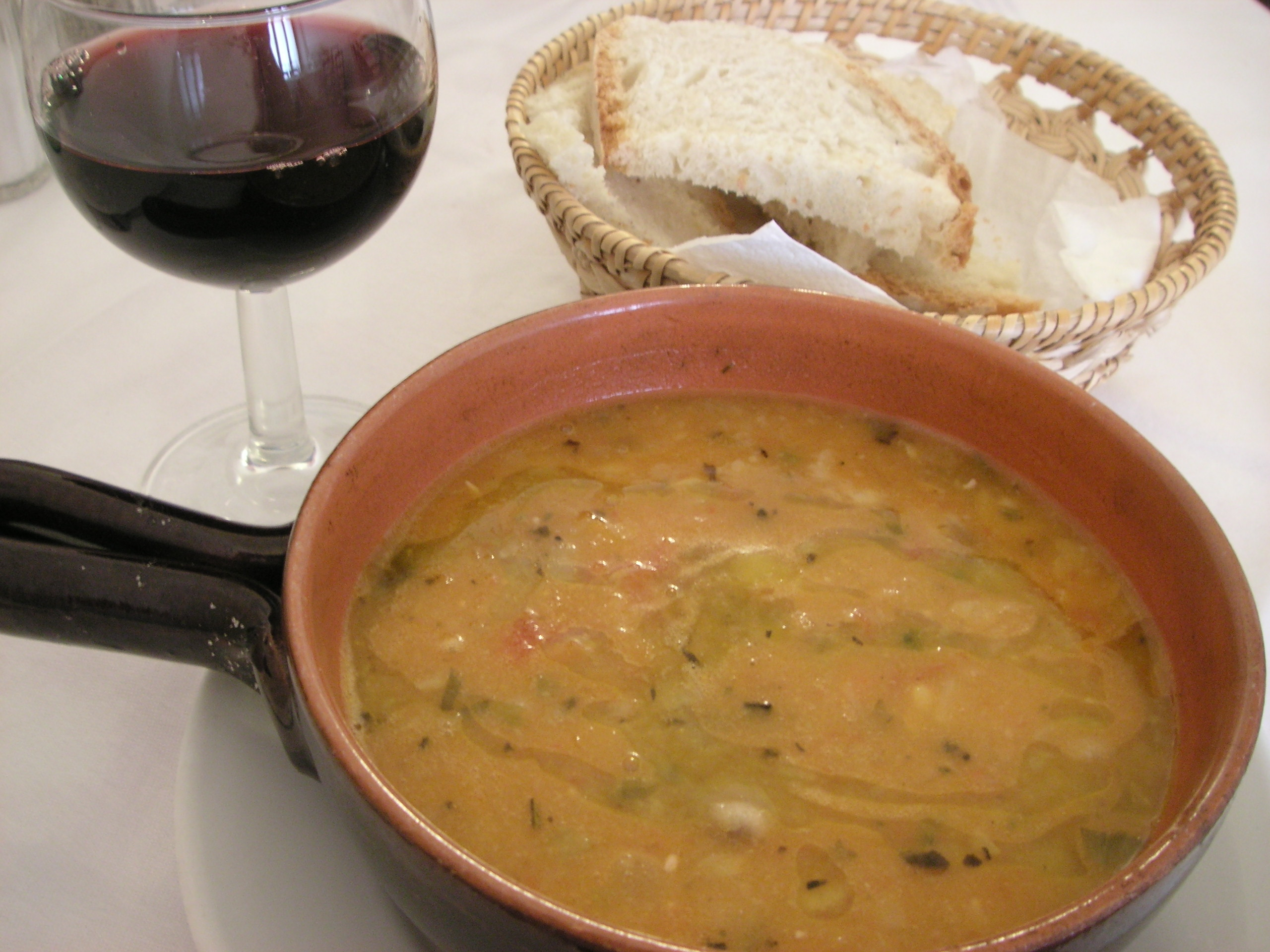
Xúp acquacotta ăn kèm với đậu và xúp rau kiểu Ý.

Acquacotta hay xúp acquacotta (phát âm [ˌakkwaˈkɔtta]; trong tiếng Ý có nghĩa là "nước nấu chín") là một loại xúp bánh mì làm từ nước dùng nóng trong ẩm thực Ý, vốn là món ăn dân dã, có nguồn gốc từ thời kỳ cổ đại, bắt nguồn từ vùng ven biển có tên là Maremma ở phía nam Toscana và phía bắc Lazio. Món xúp này ra đời với mục đích giúp cho bánh mì cũ, khô và cứng trở nên dễ ăn hơn. Trong thời hiện đại, người nấu có thể sử dụng những thành phần khác nhau hoặc bổ sung thêm nguyên liệu tùy mục đích chế biến. Món ăn này gồm hai biến tấu chính là aquacotta con funghi cùng với aquacotta con peperoni.

## Lịch sử
Acquacotta là một món ăn truyền thống, đơn giản có nguồn gốc từ vùng ven biển nước Ý – vùng đất được biết đến với tên gọi Maremma. Vùng đất này trải dài từ nửa bờ nam của Toscana đến phía bắc Lazio. Trong tiếng Ý, "acquacotta" có nghĩa là "nước nấu chín". Đây là một món ăn cổ xưa, có nguồn gốc từ những người nông dân ở đất nước hình chiếc ủng. Công thức của acquacotta phần nào được tạo ra bởi những cư dân khai thác than sống trong các khu rừng ở Toscana, những người thuộc loại rất bần cùng, "những người nghèo nhất". Ngoài ra, những nông dân và người chăn cừu trong khu vực Maremma cũng chế biến và đưa món ăn này vào thực đơn của họ. Về phương diện lịch sử, món xúp này đôi khi còn đóng vai trò là một món antipasto, món khai vị trong bữa ăn của người Ý. Về mặt địa lý, acquacotta vẫn là một món ăn phổ biến ở Maremma và trên khắp nước Ý.
Người xưa chế ra acquacotta với mục đích làm cho bánh mì cũ và cứng trở nên dễ ăn. Vì khi làm việc xa nhà trong một khoảng thời gian đáng kể, một số người (chẳng hạn như tiều phu cũng như nông dân chăn cừu) sẽ mang theo bánh mì cùng các loại nhu yếu phẩm khác (có thể là pancetta hoặc cá tuyết ướp muối) để cầm cự. Khi ướp với xúp acquacotta, bánh mì cũ, khô, lâu ngày sẽ trở nên tơi và mềm hơn.
Trong truyền thuyết dân gian Ý cũng đề cập tới một món ăn gọi là xúp đá. Nội dung câu chuyện kể về một vị khách du lịch nghèo đến một ngôi làng, trên người chỉ mang theo mỗi một hòn đá. Vị khách nọ đã thuyết phục dân làng thêm các thành phần, gia vị vào món xúp đá của anh ta, cuối cùng tạo ra acquacotta. Câu chuyện này cũng có nhiều dị bản.

### Thành phần
Xa xưa, các thành phần chính để tạo ra món acquacotta gồm có nước, bánh mì cũ, hành tây, cà chua, dầu ô liu, đi kèm với nhiều loại rau củ quả, thức ăn thừa có sẵn. Vào đầu những năm 1800, người ta bắt đầu dùng agresto, một loại nước ép nho chín nửa, thay cho cà chua vì mãi đến cuối thế kỷ 19 nguyên liệu này mới trở nên phổ biến tại nước Ý.

## Hiện nay
Ngày nay, người chế biến có thể sử dụng đa dạng bánh mì cũ, tươi hoặc nướng, kết hợp cùng những gia vị khác nhau như nước dùng, trứng, pho mát Parmesan hoặc pecorino Toscano tùy loại, cần tây, tỏi, húng tây, đậu thận, bắp cải, cải xoăn, nước chanh, muối, tiêu, khoai tây cùng nhiều thành phần khác để tạo ra món acquacotta hoàn chỉnh. Vài người thích sử dụng nấm thông, thảo mộc hoang dã hay các loại rau sống hoặc rau xanh như cải lông, diếp quăn, bạc hà, cải cầu vồng, ô rô, lá bồ công anh, cải xoong, nữ lang cùng một số loại rau củ quả khác. Ngoài ra, việc làm chín rau xanh sẽ góp phần tạo nên hương vị đậm đà cho nước dùng. Khi nấu, nếu cần trang trí thì đặt lên trên món xúp một quả trứng chần. Bên cạnh đó, món ăn này cũng có thể được chế biến trước từ vài giờ đến một ngày, đem ướp lạnh hoặc cho vào trong tủ lạnh sau đó hâm nóng lại trước khi dùng. Xúp acquacotta còn được bảo quản bằng cách đông lạnh.

## Các biến thể
Acquacotta con funghi là một biến thể của xúp aquacotta, trong đó nấm thông là nguyên liệu chính. Các thành phần đi kèm bao gồm bánh mì, nước hầm hoặc nước lọc, conserva cà chua, pho mát Parmesan, trứng, cau phong luân nhỏ, bạc hà dại, tỏi, dầu ô liu, muối và tiêu. Hương vị và hương thơm của biến thể này đến từ chính nguyên liệu là nấm thông. Ngoài ra, có thể dùng thêm rau mùi tây tùy người chế biến.
Acquacotta con peperoni là một biến thể khác của xúp aquacotta bao gồm cần tây, ớt đỏ và tỏi.